# 冬の星
「冬の星」（ふゆのほし）は、1975年12月1日に発売された伊藤咲子の6枚目のシングル。

## 収録曲
- 両楽曲共に、作詞：阿久悠／作曲・編曲：三木たかし

1. 冬の星 (04:10)
2. 雨の中に消えて (03:37)

## 関連作品
- GOLDEN☆BEST 伊藤咲子（2002年、EMIミュージック・ジャパン）
- エッセンシャル・ベスト 伊藤咲子
- 青春歌年鑑 1975